# 盧布利涅茨縣

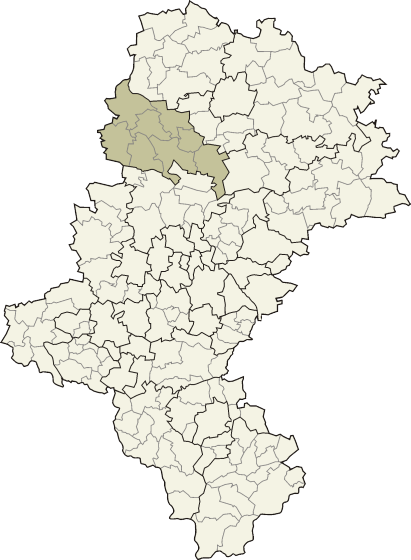

50°41′N 18°41′E / 50.683°N 18.683°E
盧布利涅茨縣（波蘭語：Powiat lubliniecki），是波蘭的縣份，位於該國南部，由西里西亞省負責管轄，首府設於盧布利涅茨，面積822平方公里，2006年人口76,628，人口密度每平方公里93人。